# Турньер, Робер
Робе́р Турнье́р, или Турнье́ ), настоящее имя: Робер Левра́к де Турнье; фр.  Robert Le Vrac de Tournières; 17 июня 1668, Кан — 18 мая 1752, Кан, Нормандия) — французский живописец, мастер парадного портрета «Большого стиля» эпохи правления короля Людовика XIV.

## Биография
Робер Турньер родился 17 июня 1668 года в Кане (Нормандия), предположительно в семье портного. Его первым учителем живописи был монах Люка де ла Э (Lucas de la Haye). Позднее он продолжил обучение под руководством Бон Булоня Старшего, за которым последовал в Париж, а затем Гиацинта Риго . В 1693 году он женился на Франсуазе Довен, вдове, и стал учителем её сына, будущего художника Франсуа Лемуана.
Турньер был дважды принят в Королевскую академию живописи и скульптуры: в 1702 году как портретист за выполненные им портреты художников Пьера Монье и Мишеля Корнеля Младшего, а 24 октября 1716 года как исторический живописец за картину «Изобретение рисунка» (1716), на которой изображена «Дочь гончара Бутада, рисующая на стене тень своего возлюбленного при свете свечи», за что он получил прозвание «Схалкен Франции» (le Schalken de la France), по имени голландского живописца Годфрида Схалкена, прославившегося изображениями своих персонажей «при свете свечи».
28 сентября 1725 года Робер Турньер был повышен в академической должности: из ассистента в профессора, а в 1737 году получил звание полного фрофессора. С 1737 по 1748 год Робер Турньер регулярно показывал свои произведения в Парижском салоне. Он пользовался большой известностью при жизни, писал портреты регента, канцлеров и многих политических деятелей и оставил после себя более двухсот портретов, большинство из которых ныне хранятся в частных коллекциях.
Неоднородный характер его творчества типичен для художника переходного периода Регентства: «Лёгкость его палитры предвосхищает стиль рококо, в то время как голландские элементы придают его работам новый и более интимный характер», что способствует обновлению французской школы портретной живописи, в частности Гиацинта Риго, «привнесшего во французское искусство несколько поверхностную пышность». Находясь под влиянием творчества голландских живописцев Годфрида Схалкена и Герарда Доу, которых он специально изучал, "он увидел в голландских картинах особую обстановку и освещение, проникся их реалистической атмосферой и серьёзной простотой портретов, сохранял глубокое и сдержанное выражение внутренней жизни.
Однако из-за разногласий с коллегами он воздерживался от посещения заседаний Академии. В 1750 году он вышел на пенсию и переехал в Кан, где прекратил работу живописца. Скончался в Кане в 1752 году.

## Галерея
- Маркиза де Бекдельвр. Ок. 1710. Частное собрание
- Жан-Батист Кольбер, маркиз де Торси. Ок. 1701. Холст, масло. Версаль
- Портрет неизвестной в образе Гебы. Холст, масло. Государственный Эрмитаж, Санкт-Петербург
- Помона. Холст, масло. Национальный музей изобразительных искусств, Стокгольм
- Фердинанд фон Плеттенберг. Холст, масло. Музей изобразительных искусств, Зугло, Венгрия
- Луи Фелипо, граф Поншартрен, морской министр Людовика XIV. Между 1709 и 1715. Версаль